# Glitter (film)
Glitter är en amerikansk romantisk musikfilm från 2001 i regi av Vondie Curtis-Hall. I huvudrollerna ses Mariah Carey, Max Beesley, Terrence Howard, Da Brat, Tia Texada och Eric Benét. Filmen har hamnat på IMDbs lista över de 250 sämsta filmerna någonsin.

## Handling
En stjärna föds när bakgrundssångerskan Billie får chansen att göra en egen skiva och förälskar sig i en diskjockey, Dice. Medan hennes karriär går uppåt hamnar Dice i problem.

## Rollista
| Mariah Carey      | – Billie Frank   |
| Max Beesley       | – Julian Dice    |
| Da Brat           | – Louise         |
| Tia Texada        | – Roxanne        |
| Valarie Pettiford | – Lillian Frank  |
| Ann Magnuson      | – Kelly          |
| Terrence Howard   | – Timothy Walker |
| Dorian Harewood   | – Guy Richardson |
| Grant Nickalls    | – Jack Bridges   |
| Eric Benét        | – Rafael         |
| Padma Lakshmi     | – Sylk           |
| Don Ackerman      | – Peter          |
| Ed Sahely         | – Francois       |